# Pseuderemostachys sewerzovii
Pseuderemostachys sewerzovii là một loài thực vật có hoa trong họ Hoa môi. Loài này được (Herder) Popov miêu tả khoa học đầu tiên năm 1940 publ. 1941.